# 건담 NT-1
건담 NT-1(GUNDAM NT-1)은 OVA 《기동전사 건담 0080 주머니 속의 전쟁》에 등장하는 가공의 병기이며, 지구연방군의 뉴타입 전용 병기로 제작된 시작 모빌슈트이다. 작중에서의 애칭은 “알렉스”(ALEX)로, 팬 사이에서는 알기 쉽게 “건담 알렉스”(GUNDAM ALEX) 혹은 단순히 “NT-1”으로 불린다. (형식번호: RX-78NT-1)

## 기체 해설
일년전쟁 당시, 지구연방군은 RX계획으로 개발된 기체의 반응성을 향상시킬 필요성을 느끼고, 우주세기 0079년 8월에 관련 기체 개발에 착수했다. 한편, 실전에서 제13 독립부대 소속 아무로 레이 소위의 뉴타입 능력에 RX-78-2 건담의 반응성이 쫓아가질 못할 정도가 되었고, 그에 따라 본기가 가진 기체 추종 성능 목표치를 뉴타입에 적합한 높은 수치로 설정하는 방향으로 뉴타입 전용기를 설계하게 되었다. 일설에 따르면 G4계획의 일환으로서 개발되었다고 하며, 더 나아가 건담 세컨드 로드 시리즈 경합기였다는 설까지 존재한다.
당시 지구연방군에서는 뉴타입의 존재에 관해서 의문을 가지고 있었기 때문에 지온 공국의 사이코뮤 병기 같은 기술은 가지고 있지 않았다. 그 때문에 파일럿의 조작에 민감하게 반응하도록 위해 관절부에 마그넷 코팅 처리를 실시했으며, 기체 각부(各部)에 자세제어 버니어를 증설해 운동성을 향상시켰다. 그러나 이는 일반적인 파일럿에게는 너무 민감할 정도라서 조종에 어려움이 발생했다(기술자 사이에서도「이 기체를 조종할 수 있는 사람은 일종의 괴물」이라는 이야기가 오고갔다).
그리고 코어 블록 시스템을 제거하고, 모빌슈트 역사상 처음으로 전천주위 모니터・리니어 시트가 장비되었다. 단 이를 수평 및 수직 360도 모든 방위를 망라하지 못하는 불완전한 것으로, 완전한 상태로 채용이 이루어진 것은 건담 시작 3호기에서였다.
애칭 알렉스(ALEX)는 RX의 발음 및 발음장갑적층시험(Armor Layered EXamination)의 약칭에서 따왔다고 한다. 기체 각소에 새겨진 U.N.T. SPACY는 지구연방군의 비밀계획 코드로 각각 Under Normal Tactics (비통상전술)과 SPecial Assortment Construction Yard (특별분류건조장)을 의미한다.
개발은 지구 상에 위치한 오거스타 기지에서 이루어졌으며, 배치를 위해 북극 기지에서 사이드6로 이송되었다. 그 와중에 지온 공국 특수임무부대의 2번에 이루어진 강습에 의해 중파(中破), 화이트 베이스에 전달되지 못하고 종전을 맞이했다. 기체 견부(肩部) 에어 인테이크 및 백팩 등의 의장은 그 후에 개발된 짐 커스텀 및 짐改 등 오거스타 계열 기체에 계승되었다.
무장은 두부(頭部)에 60mm 발칸포를 2문, 백팩에 빔 사벨(형식번호: Blash・XB-B-09)를 2기 장비하고 있다. 또한 빔 라이플(형식번호: Bauva・Norfolk XBR-L Type-3), 실드(형식번호: RX・C-Sh-05 UBC/S-0003)를 기본적인 무장으로 장비한다. 이 실드는 후술하는 초밤 아머 구조를 유용했으며, 빔 코팅 처리도 되어 있었다. 추가로 완부(腕部)에 90mm 개틀링건 2기가 장비되어 있다. 이 개틀링건은 보통 커버에 의해 외부로 노출되어 있지 않기 때문에 적기의 의표를 찌르는 용도로 사용할 수 있었으며, 이로 인해 건담 NT-1은 당시 연방군 기체로서는 이색적인 존재가 되었다. 한편, 진동 및 장탄수 면에서 문제를 안고 있었다. 이 병장의 채용이 가능했던 것은 필드 모터 기술의 향상에 의한 관절부의 소형화로 여유 공간 확보가 가능했기 때문이었다. 단, 초밤 아머를 장착한 경우에는 팔에 증가 장갑이 덧씌워지기 때문에 당연히 90mm 개틀링건은 사용이 불가능하다.

### 초밤 아머
또한, 일년전쟁 말기에 지구연방군이 진행한 풀아머 오퍼레이션의 일환으로 복합장갑 초밤 아머(CHOBAM: Ceramics Hybrid Outer-shelled Blowup Act-on Materials, 세라믹스 복합 외장에 의한 폭발 반응 재질, 구세기에 만들어진 초밤 아머와는 다르다)를 장비하고 있다(건담 NT-1 풀아머, 형식번호: RX-78 NT-1 FA). 이는 나이론을 바탕으로 만들어진 마이크로 메시와 티탄늄 합금 실드를 적층한 하이브리드 아머로, 장갑 자체가 파괴되면서 충격을 흡수해 기체 본체에 가해지는 피해를 최소하기 위한 소위 리액티브 아머류로 생각된다. 중립지대 사이드6에서 극비리에 조정을 하기 위한 위장으로도 이용되었다. 초밤 아머 장비로 인해 전비 중량이 95톤으로 대폭 증가되었기 때문에 이에 따른 기동성의 저하를 보충하기 위해서 견부(肩部)에 보조 버니어, 요부(腰部)에 스러스터가 증설되었다. 이 장갑은 후에 등장하는 짐 캐논Ⅱ 및 건담 TR-1 [헤이즐] 등에도 채용되었다.
또한, 초밤 아머가 실용화에 실패할 경우에 대비한 또다른 안으로 FSWS계획에 따른 풀아머 구상(형식번호는 FA-78-X라는 설이 존재)도 있었던 듯하다.

## 극중에서의 활약
사이클롭스대의 표적이 된 연방군 신형 모빌슈트로서 OVA 제1화에서부터 등장. 북극 기지에서 부품 상태로 컨테이너에 담겨 있었으며, 동기지에서 사이드6로 수송용 대형 셔틀을 통해 운송되었다. 사이드6에서는 지구연방군이 마련한 극비 공장 내부에서 조립 및 크리스티나 맥켄지 중위에 의한 최종 조정이 이루어졌다. 그러나 건담 NT-1을 추적해 온 사이클롭스대의 습격에 대항하기 위해 맥켄지 중위가 건담 NT-1 풀아머를 가동시켰고,적에 의해 초밤 아머가 파괴당한 상태에서 습격해 온 적 모빌슈트 켐퍼를 격파한다. 그 후, 사이클롭스대 잔존병인 버나드 와이즈먼이 탑승한 자쿠改와 교전, 다행히 격파는 모면했지만 상당한 손상을 입고 만다.
기체가 중파된 결과, 본래 목적대로 아무로 레이에게 전달되지 못했다는 설정이 되었다. 파일럿을 가리긴 하지만 압도적인 운동성 및 기동성을 자랑하는 일년전쟁 최강의 건담이라는 점에서는 반론의 여지가 없다.

## 설정에 관해
건담 NT-1 풀아머 구상은 몇 가지 모형 잡지에서 입체화되었으며, 본래 모습이 어땠는지는 정확히 알려져 있지 않다. 하비 매거진이 발행하는 잡지「하비 재팬」별책『GUNDAM WEAPONS』에 따르면 형식번호는 FA-78-X이나 정확한 형번은 전해지지 않고 있다. (단, 구판「1/144 건담 NT-1」조립설명서에 기재된 일러스트는 어디까지나 0080판 FA-78-1로, 본래대로 한다면 알렉스 풀아머라고는 할 수 없다.)
건프라인 SD건담 BB전사 알렉스는 두부(頭部)에도 초밤 아머가 부착되어 있으며, 개틀링건에까지 초밤 아머가 부착되어 있다.
B클럽에는 지구연방군의 RX-78NT-2 건담 NT-2와 RX-78NT-3 건담 NT-3도 존재한다.